# Wand of Abaris
"Wand of Abaris" to tytuł singla szwedzkiej grupy Therion, grającej symfoniczny metal. Pochodzi on z krążka Gothic Kabbalah, wydanego w 2007 roku.

## Lista utworów
1. "The Wand of Abaris" (Christofer Johnsson, Kristian Niemann) – 5:52
2. "Path to Arcady" (K. Niemann, Petter Karlsson) – 3:55
3. "TOF – The Trinity" (K. Niemann, Mats Levén, P. Karlsson) – 6:18